# Архипелагские экспедиции русского флота
Архипелагские экспедиции русского флота — походы эскадр Балтийского флота к Греческому архипелагу во второй половине XVIII века и первой половине XIX века.
Целью экспедиций были военные действия против Османской империи на Средиземном море во время русско-турецких войн. Экспедиции имели большое значение в русско-турецких войнах, отвлекая часть флота и армии Османской империи и нарушая коммуникации на Средиземном море, а также способствовали освободительному движению в Греции.
Выделяют две экспедиции с этим названием:
- Первая Архипелагская экспедиция. Состоялась с 1769 по 1774 год во время русско-турецкой войны 1768—1774 годов. Эскадра под командованием графа А. Г. Орлова и адмирала Г. А. Спиридова разгромила турецкий флот в Чесменском и Патрасском сражениях, захватила ряд греческих островов и ливанский Бейрут.
- Вторая Архипелагская экспедиция. Состоялась в 1806—1807 годах во время русско-турецкой войны 1806—1812 годов. Эскадра под командованием адмирала Д. Н. Сенявина установила блокаду Дарданелл, захватила остров Тенедос. Нанесла турецкому флоту поражения в Дарданелльском и Афонском сражении.
- Третьей Архипелагской экспедицией называют поход эскадры под командованием контр-адмирала Л. П. Гейдена в 1827 году. Объединённая англо-русско-французская эскадра нанесла поражение турецкому флоту в Наваринском сражении, что позволило в дальнейшем успешно блокировать Дарданеллы в период русско-турецкой войны 1828—1829 годов.